# Faut pas en faire un drame
Pour plus de détails, voir Fiche technique et Distribution.
Faut pas en faire un drame (Unfaithfully Yours) est un film américain réalisé par Howard Zieff, sorti en 1984. Il s'agit du remake du film Infidèlement vôtre (1948) de Preston Sturges.

## Fiche technique
- Titre original : Unfaithfully Yours
- Titre français : Faut pas en faire un drame
- Réalisation : Howard Zieff
- Scénario : Barry Levinson, Valerie Curtin et Robert Klane (en) d'après le scénario de Preston Sturges
- Photographie : David M. Walsh
- Montage : Sheldon Kahn (en)
- Musique : Bill Conti
- Société de production : 20th Century Fox
- Pays de production : États-Unis
- Format : Couleurs - 1,85:1 - Dolby
- Genre : comédie
- Durée : 96 minutes
- Date de sortie : 1984

## Distribution
- Dudley Moore : Claude Eastman
- Nastassja Kinski : Daniella Eastman
- Armand Assante : Maxmillian Stein
- Albert Brooks : Norman Robbins
- Cassie Yates (en) : Carla Robbins
- Richard Libertini : Giuseppe
- Richard B. Shull (en) : Jess Keller
- Jan Tříska : Jerzy Czyrek
- Jane Hallaren : Janet
- Leonard Mann : l'amoureux
- Art LaFleur : Sergent